# Pedro Fabro
San Pedro Fabro S. J. (Villaret, 13 de abril de 1506 - Roma, 1 de agosto de 1546). Sacerdote cofundador de la Compañía de Jesús, más conocida como la orden de los jesuitas. Fue canonizado en el 2013, siendo uno de los santos jesuitas del grupo de cofundadores.

## Biografía
Fue educado por el sacerdote Pierre Veillard en La Roche. Viajó a París, donde ingresó al Colegio Monteigu y luego al de Santa Bárbara en 1525, donde fue compañero de habitación de san Francisco Javier. Ingresó en la Universidad de París donde conoció a san Ignacio de Loyola. Con San Ignacio y seis compañeros, fueron los fundadores de la Compañía de Jesús, siendo él, el primer sacerdote.
Hizo labor apostólica en Alemania, considerándosele "Apóstol de Colonia". Creía preferible dejar de lado las discusiones estériles con los protestantes alemanes y ganar adeptos por la vida ejemplar católica llevada. Estuvo en la Dieta de Worms de 1540 y en la Dieta de Ratisbona de 1541. También tuvo labor apostólica en España y Portugal. Habiendo sido elegido como delegado ante el Concilio de Trento falleció antes de viajar a este.

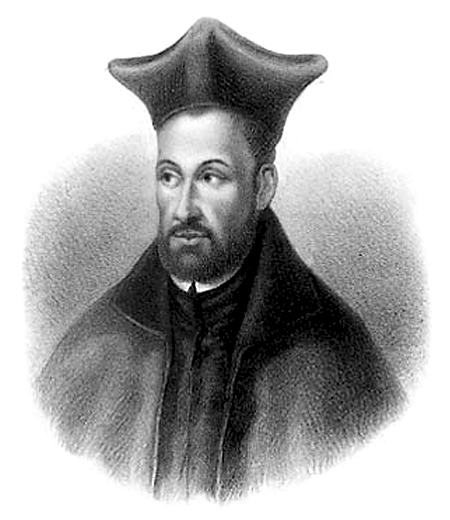
Retrato con los hábitos de la Compañía de Jesús.

Se consideraba "un contemplativo en la acción". San Francisco de Sales siempre se refirió a él como un santo. Se le recuerda por sus viajes por Europa promoviendo la renovación católica y su gran habilidad para dirigir los Ejercicios Espirituales. 
Fue beatificado por el Papa Pío IX el 5 de septiembre de 1872. El Papa Francisco decidió extender su culto a toda la Iglesia el 17 de diciembre de 2013 (canonización equivalente).

## Obras
- Memorial (Diario). Escrito entre 1542 y 1546.[4]